# 静岡県信用漁業協同組合連合会
静岡県信用漁業協同組合連合会（しずおかけんしんようぎょぎょうきょうどうくみあいれんごうかい）は、静岡県静岡市葵区に本所（なお業務部は焼津市に配置）を置いていた、静岡県内の漁業協同組合の信用事業を統括する県域漁協系金融機関であり、県内漁業協同組合を会員とする。通称は「JF静岡信漁連」。統一金融機関コードは9470。

## 沿革
- 1949年10月 - 設立。
- 2020年2月10日 - すべての支所の勘定を本所に統合。支所窓口は原則継続運営されるが、口座はすべて本所扱いとなった。
- 2021年4月 - 本会ととも北陸以東の信漁連が東京都信用漁業協同組合連合会に吸収合併され、東日本信用漁業協同組合連合会（本店・千葉市）となり、消滅。

## 店舗
※括弧内は店舗コード。
- 本所 - 静岡県静岡市葵区追手町9-18 静岡中央ビル内
  - 本所業務部（001） - 静岡県焼津市本町1-7-1
- 下田支所（070）
- 伊豆伊東支所（160）
- 西伊豆支所（250）
- 沼津支所（300）
- 由比支所（370）
- 御前崎支所（570）
- 浜名支所（590）

### 信用取扱漁協
これまで各地域漁協が直営して信用事業を各地において行われてきたが、近年の当会への信用事業統合・整理が相次ぎ、最近では焼津漁協のみが残存していたが、現在は信漁連と統合。
- 焼津漁業協同組合（信漁連代理店）
  - 本所（430） - 静岡県焼津市本町1-7-1
  - 当目支所（433）